# 木慢
木慢（もくまん）は、戦国時代の日本において用いられた攻城戦用の移動式大盾。慢は幔の転か。

## 概要
車輪付き（四輪）の台に立てられた柱の上に大盾の取っ手となる棒を乗せ（縄で連結されている）、その取っ手となる棒から大盾を吊るしたもので、大量の弓矢を防ぎつつ進軍を可能とした。また、棒火矢対策として、盾裏に牛皮を張り付けた。この点で、火器に弱い竹束と異なるが、竹束や後述の車輪付き大盾（多用途の攻城兵器）と比べ、応用はない。
城壁まで「押す（移動させる）兵」と盾の向きを変えるための「取っ手（連結縄）を操作する兵」とに別れ、複数で運用した盾でもある。

## 開発背景
開発された背景として、戦国後期（16世紀後半）になると日本でも攻城戦術が発展し、それにともない、盾も従来ある「持盾」や「置盾」といった手で直接持ち運ぶものから、多くの兵を守りながら進軍ができる「移動可能な車輪付きの大盾」へと発展していったことによる。こうした車輪付き大盾の諸例として、「転盾（まくりたて）」や「掻盾牛（かいだてうし）」といったものがあり、防弾も意識されている。
宙に浮かすタイプの木慢は矢の威力を軽減させることに加え、浮いている事で多くの矢が刺さってもバランスを崩さず、支えていられるという点が、従来の持（手）盾より利点となっている。一方で、車輪付きの攻城兵器に通じる事として、大型ゆえ、整った平城の攻城を想定した兵器であって、木々の生える山城では運用は難しい。
この他に大盾を棒先に吊るす同様の防具は、『海国兵談』内に記述・絵図（槹木之図）が見られるが、車輪付きではなく、城壁内に立てる籠城の防具として用いられ、城壁の上からくる攻撃・投射に備えられた城壁の防御を補う・カバーする（攻城とは逆に用いる）役割の補助盾である。